# KLRK1
Интегральный мембранный белок NKG2-D II типа (NKG2-D type II integral membrane protein; CD314) — трансмембранный белок семейства CD94/NKG2 рецепторов лектина типа С, продукт гена человека KLRK1, локализованного NK-генном комплексе на 6-й хромосоме у мыши и 12-й хромосоме у человека. У человека белок экспрессирован на естественных киллерах, γδ-T-лимфоцитах и CD8+ αβ T-клетках и активированных макрофагах. NKG2D является рецептором к самоиндуцированным белкам-антигенам семейств MIC и RAET1/ULBP, которые появляются на поверхности клеток, находящихся в стрессовом состоянии, злокачественных клеток и инфицированных клеток.

## Структура
У человека рецепторный комплекс NKG2D представляет собой гексамерную структуру. NKG2D сам по себе образует гомодимер, эктодомены которого служат для связывания лиганда. Каждый мономер NKG2D связан с адаптерным сигнальным димерным белком DAP10 за счёт электростатических взаимодействий между положительно-заряженным остатком аргинина на рецепторе и отрицательно-заряженными остатками аспарагиновой кислоты трансмембранного фрагмента адаптерного белка. После связывания лиганда адаптерный белок DAP10 переносит сигнал за счёт рекрутирования субъединицы p85 PI3K и комплекса Grb2-Vav1, которые заппускают дальнейший перенос сигнала.
У мыши за счёт альтернативного сплайсинга образуется две изоформы NKG2D: длинная NKG2D-L и короткая NKG2D-S. Длинная изоформа NKG2D-L подобно белку человека связывает DAP10, а короткая изоформа два адаптерные белка DAP10 и DAP12.. При этом DAP10 рекрутирует субъединицу p85 PI3K и комплекс Grb2-Vav1, а DAP12, имеющий активирующий ITAM-мотив, активирует сигнальные пути тирозаинкиназ Syk и Zap70.

## ЛигандыNKG2D
Лигандами NKG2D являются самоиндуцирующие белки, которые полностью отсутствуют или присутствуют в крайне низком уровне на поверхности нормальных клеток, но экспрессируются на поверхности инфицированных, трансформированных, сенильных и стрессированных клеток. Их экспрессия может регулироваться на различных уровнях несколькими стрессовыми сигнальными путями. Один из наиболее важных таких механизмов — ответ на поврежденную ДНК. Генотоксический стресс, задержка репликации ДНК, плохорегулируемая клеточная пролиферация при онкогенезе, вирусная репликация или некоторые вирусные продукты активируют киназы ATM и ATR. Эти киназы активизируют ответ на повреждение ДНК, который участвует в повышении уровня экспрессии лигандов NKG2D. Таким образом, ответ на повреждение ДНК регулирует врождённый иммунный ответ на наличие потенциально опасных клеток.
Все лиганды NKG2D являются гомологичными молекулами MHC класса I и относятся к двым семействам: MIC и RAET1/ULBP.

### Лиганды семействаMIC
Гены семейства MIC расположены в главном комплексе гистосовместимости (MHC) и включают 8 членов (от MICA до MICG), из которых только MICA и MICB образуют функциональные транскирты. Белки этого семейства присутствуют только у человека и отсутствуют у мыши.

### Лиганды семействаRAET1/ULBP
Среди известных членов семейства генов RAET1/ULBP у человека 6 генов кодируют функциональные белки: RAET1E/ULBP4, RAET1G/ULBP5, RAET1H/ULBP2, RAET1/ULBP1, RAET1L/ULBP6, RAET1N/ULBP3. У мыши ортологи семейства RAET1/ULBP делятся на 3 подсемейства: Rae-1, H60 и MULT-1.

## Функции
NKG2D является основным распознающим рецептором, отвечающим за детекцию и элиминирование трансформированных и инфицированных клеток, так как лиганды этого рецептора индуцируются в результате инфекции или геномного стресса, такого как онкогенез. У естественных киллеров NKG2D служит активирующим рецептором, который сам по себе способен вызвать цитотоксическую реакцию иммунных клеток. На поверхности CD8+ T-клеток рецептор NKG2D обеспечивает костимулирующий сигнал, который активирует клетки.

### Роль при вирусной инфекции
Вирусы являются внутриклеточными патогенами и могут вызывать экспрессию стрессовых лигандов NKG2D. Поскольку NKG2D — важный иммунный фактор в антивирусном контроле, последние вырабатывают адаптивные механизмы, чтобы избежать его. Так, цитомегаловирус содержит ген белка UL16, который связывает лиганды NKG2D ULBP1, ULBP2 (отсюда и название последних) и MICB и, таким образом, предотвращает появление этих лигандов на поверхности заражённой клетки.

### Роль в контроле онкогенеза
Поскольку раковые клетки находятся в стрессовом состоянии, у них экспрессируются лиганды NKG2D, что вызывает их чувствительность к лизису естественными киллерами. Таким образом, только раковые клетки, которые способны избежать этого могут размножаться.

### Роль в очистке от стареющих клеток
При клеточном старении в результате ответа на повреждение ДНК клетки экспрессируют лиганды NKG2D, что способствует их лизису, опосредованному естественными киллерами за счёт гранулярного экзоцитоза.